# 2013-as Monte-Carlo-rali
A 2013-as Monte-Carlo-rali (hivatalosan: 81ème Rallye Automobile Monte-Carlo) volt a 2013-as rali-világbajnokság első versenye. Január 16. és 19. között került megrendezésre, két szakasz törlése miatt csak 16 gyorsasági szakaszból állt, melyek össztávja 425,93 kilométert tett ki. A 73 indulóból 45 ért célba.

## Szakaszok
| Nap             | Szakasz | Szakasz neve                                   | Hossz    | Győztes                          | #                 | Csapat                      | Idő               | Átlagsebesség     | Versenyben vezető                |
| --------------- | ------- | ---------------------------------------------- | -------- | -------------------------------- | ----------------- | --------------------------- | ----------------- | ----------------- | -------------------------------- |
| 1. (Január 16.) | 1.      | Le Moulinon—Antraigues 1                       | 37.10 km | Sébastien Ogier Julien Ingrassia | 8                 | Volkswagen Motorsport       | 27:31.8           | 80.89 km/h        | Sébastien Ogier Julien Ingrassia |
| 1. (Január 16.) | 2.      | Burzet—St. Martial 1                           | 30.60 km | Sébastien Loeb Daniel Elena      | 1                 | Citroën Total Abu Dhabi WRT | 25:02.7           | 73.34 km/h        | Sébastien Loeb Daniel Elena      |
| 1. (Január 16.) | 3.      | Le Moulinon—Antraigues 2                       | 37.10 km | Sébastien Loeb Daniel Elena      | 1                 | Citroën Total Abu Dhabi WRT | 25:16.2           | 88.09 km/h        | Sébastien Loeb Daniel Elena      |
| 1. (Január 16.) | 4.      | Burzet—St. Martial 2                           | 30.60 km | Sébastien Loeb Daniel Elena      | 1                 | Citroën Total Abu Dhabi WRT | 21:54.6           | 83.80 km/h        | Sébastien Loeb Daniel Elena      |
| 2. (Január 17.) | 5.      | Labatie d'Andaure—Lalouvesc 1                  | 19.08 km | Sébastien Ogier Julien Ingrassia | 8                 | Volkswagen Motorsport       | 14:22.3           | 79.68 km/h        | Sébastien Loeb Daniel Elena      |
| 2. (Január 17.) | 6.      | St. Bonnet—St. Julien Molhesabate—St. Bonnet 1 | 25.45 km | Jevgenyij Novikov Ilka Minor     | 5                 | Qatar M-Sport WRT           | 18:02.8           | 84.67 km/h        | Sébastien Loeb Daniel Elena      |
| 2. (Január 17.) | 7.      | Lamastre—Gilhoc—Alboussiere 1                  | 21.72 km | Jevgenyij Novikov Ilka Minor     | 5                 | Qatar M-Sport WRT           | 17:07.5           | 76.13 km/h        | Sébastien Loeb Daniel Elena      |
| 2. (Január 17.) | 8.      | Labatie d'Andaure—Lalouvesc 2                  | 19.08 km | Sébastien Loeb Daniel Elena      | 1                 | Citroën Total Abu Dhabi WRT | 13:10.1           | 86.95 km/h        | Sébastien Loeb Daniel Elena      |
| 2. (Január 17.) | 9.      | St. Bonnet—St. Julien Molhesabate—St. Bonnet 2 | 25.45 km | Juho Hänninen Tomi Tuominen      | 6                 | Qatar World Rally Team      | 17:33.2           | 86.99 km/h        | Sébastien Loeb Daniel Elena      |
| 2. (Január 17.) | 10.     | Lamastre—Gilhoc—Alboussiere 2                  | 21.72 km | Sébastien Loeb Daniel Elena      | 1                 | Citroën Total Abu Dhabi WRT | 15:43.0           | 82.55 km/h        | Sébastien Loeb Daniel Elena      |
| 3. (Január 18.) | 11.     | St. Jean-en-Royans—La Cime du Mas              | 33.19 km | Sébastien Loeb Daniel Elena      | 1                 | Citroën Total Abu Dhabi WRT | 20:17.9           | 98.17 km/h        | Sébastien Loeb Daniel Elena      |
| 3. (Január 18.) | 12.     | St. Nazaire le Desert—La Motte Chalancon       | 22.11 km | Mads Østberg Jonas Andersson     | 4                 | Qatar M-Sport WRT           | 15:29.5           | 87.56 km/h        | Sébastien Loeb Daniel Elena      |
| 3. (Január 18.) | 13.     | Sisteron—Thoard                                | 36.70 km | Sébastien Loeb Daniel Elena      | 1                 | Citroën Total Abu Dhabi WRT | 24:17.9           | 90.67 km/h        | Sébastien Loeb Daniel Elena      |
| 4. (Január 19.) | 14.     | Moulinet—La Bollene Vesubie 1                  | 23.45 km | Bryan Bouffier Xavier Panseri    | 22                | Bryan Bouffier              | 23:56.9           | 58.75 km/h        | Sébastien Loeb Daniel Elena      |
| 4. (Január 19.) | 15.     | Lantosque—Lucéram 1                            | 30.60 km | Dani Sordo Carlos del Barrio     | 10                | Abu Dhabi Citroën Total WRT | 15:02.7           | 122.12 km/h       | Sébastien Loeb Daniel Elena      |
| 4. (Január 19.) | 16.     | Moulinet—La Bollene Vesubie 2                  | 23.45 km | Sébastien Loeb Daniel Elena      | 1                 | Citroën Total Abu Dhabi WRT | 22:08.8           | 63.56 km/h        | Sébastien Loeb Daniel Elena      |
| 4. (Január 19.) | 17.     | Moulinet—La Bollene Vesubie 3                  | 23.45 km | szakaszok törölve                | szakaszok törölve | szakaszok törölve           | szakaszok törölve | szakaszok törölve | Sébastien Loeb Daniel Elena      |
| 4. (Január 19.) | 18.     | Lantosque—Lucéram 2 (Power stage)              | 18.95 km | szakaszok törölve                | szakaszok törölve | szakaszok törölve           | szakaszok törölve | szakaszok törölve | Sébastien Loeb Daniel Elena      |
| Nap             | Szakasz | Szakasz neve                                   | Hossz    | Győztes                          | #                 | Csapat                      | Idő               | Átlagsebesség     | Versenyben vezető                |

### Szuperspeciál (Power Stage)
A rali utolsó két szakaszát törölték, így a power stage nem került megrendezésre.

## Végeredmény
| Poz.    | #  | Versenyző            | Navigátor           | Csapat                      | Autó                          | Bajnokság | Idő       | Különbség | Pont |
| ------- | -- | -------------------- | ------------------- | --------------------------- | ----------------------------- | --------- | --------- | --------- | ---- |
| 1       | 1  | Sébastien Loeb       | Daniel Elena        | Citroën Total Abu Dhabi WRT | Citroën DS3 WRC               | WRC       | 5:18:57.2 | +0:00.0   | 25   |
| 2       | 8  | Sébastien Ogier      | Julien Ingrassia    | Volkswagen Motorsport       | Volkswagen Polo R WRC         | WRC       | 5:20:37.1 | +1:39.9   | 18   |
| 3       | 10 | Dani Sordo           | Carlos del Barrio   | Abu Dhabi Citroën Total WRT | Citroën DS3 WRC               | WRC       | 5:22:46.2 | +3:49.0   | 15   |
| 4       | 2  | Mikko Hirvonen       | Jarmo Lehtinen      | Citroën Total Abu Dhabi WRT | Citroën DS3 WRC               | WRC       | 5:24:23.5 | +5:26.3   | 12   |
| 5       | 22 | Bryan Bouffier       | Xavier Panseri      | Bryan Bouffier              | Citroën DS3 WRC               | WRC       | 5:27:10.3 | +8:13.1   | 10   |
| 6       | 4  | Mads Østberg         | Jonas Andersson     | Qatar M-Sport WRT           | Ford Fiesta RS WRC            | WRC       | 5:31:00.9 | +12:03.7  | 8    |
| 7       | 21 | Martin Prokop        | Michal Ernst        | Jipocar Czech National Team | Ford Fiesta RS WRC            | WRC       | 5:42:24.5 | +23:27.3  | 6    |
| 8       | 32 | Sepp Wiegand         | Frank Christian     | Škoda Auto Deutschland      | Škoda Fabia S2000             | WRC-2     | 5:48:31.7 | +29:34.5  | 4    |
| 9       | 42 | Olivier Burri        | André Saucy         | Olivier Burri               | Peugeot 207 S2000             | N/A       | 5:54:35.4 | +35:38.2  | 2    |
| 10      | 12 | Michał Kościuszko    | Maciej Szczepaniak  | Lotos Team WRC              | Mini John Cooper Works WRC    | WRC       | 5:55:25.2 | +36:28.0  | 1    |
| WRC-2   |    |                      |                     |                             |                               |           |           |           |      |
| 1 (8.)  | 32 | Sepp Wiegand         | Frank Christian     | Škoda Auto Deutschland      | Škoda Fabia S2000             | WRC-2     | 5:48:31.7 | +0:00.0   | 25   |
| 2 (11.) | 33 | Armin Kremer         | Klaus Wicha         | Stohl Racing                | Subaru Impreza                | WRC-2     | 5:56:57.5 | +8:25.8   | 18   |
| 3 (12.) | 39 | Yuriy Protasov       | Kuldar Sikk         | Symtech Racing              | Subaru Impreza                | WRC-2     | 5:59:53.0 | +11:21.3  | 15   |
| 4 (17.) | 36 | Rashid al Ketbi      | Karina Hepperle     | Skydive Dubai Rally Team    | Škoda Fabia S2000             | WRC-2     | 6:14:30.2 | +25:58.5  | 12   |
| 5 (29.) | 38 | Ricardo Triviño      | Àlex Haro           | Moto Club Igualda           | Mitsubishi Lancer Evolution X | WRC-2     | 6:36:58.3 | +48:26.6  | 10   |
| WRC-3   |    |                      |                     |                             |                               |           |           |           |      |
| 1 (13.) | 51 | Sébastien Chardonnet | Thibault de la Haye | Sébastien Chardonnet        | Citroën DS3 R3T               | WRC-3     | 6:04:28.2 | +0:00.0   | 25   |
| Forrás: |    |                      |                     |                             |                               |           |           |           |      |

Megjegyzés
WRC - Bejegyzett gyártók, jogosultak pontokra

WRC - Nincsenek bejegyezve gyártóként, ezért nem jogosultak pontokra